# Мизар (музичка група)
Мизар је македонска рок група настала 1981. године у Скопљу и једна је од пионира дарк звука (дарквејв) на просторима Југославије. Распали су се почетком деведесетих, али су се чланови групе поново окупили почетком 2003. године. Средином 2004. године објављују албум „Кобна убавина“, да би током 2005. године направили већи број концерата широм бивше Југославије. После тога објавили су албум „Поглед кон цветната градина“, крајем 2007. године, а 2010. године су објавили албум „Детето и белото море“, направљен у сарадњи са мушким хором Хармосини, који изводи византијску духовну музику.

## Назив
Група је названа по звезди Мизар из сазвежђа Великог медведа (Великих кола) која је путницима била звезда водиља да се не изгубе.

## Звук Мизара
Иако се Мизар сврстава у рок музику, кроз њихов звук се провлаче некада јачи некада слабији призвуци балканског (македонског) етна и византијских традиција у доста мрачној атмосфери којој посебно доприноси Горан (Таневски и Трајкоски) својим гласом који је заснован на црквенословенском појању. Због тога су они често сврставани у дарк музику, готик-рок, па чак и готик.
На свом последњем албуму, уместо певача, песме Мизара изводи мушки хор Хармосини, који пева византијску духовну музику.

## Прошлост групе

### Прво откровење - Ристо Вртев
Група је настале 1981. године, али први албум (чији је назив исти као и име групе: "Мизар"), објављује тек 1988. године. Прву поставу чинили су Горажд Чаповски (гитара), Ристо Вртев (певач), Илија Стојановски (бас-гитара) и Панта Џамбазоски (бубњеви).

### Друго откровење - Горан Таневски
До промене и групи долази 1985. године када уместо Риста Вртева као певач долази Горан Таневски, а групи се прикључује и Слободан Стојков као клавијатуриста. Ова промена се одражава и на њихов звук који је до тада био чист рок, да би од тада почели да стварају сопствени само њима карактеристичан звук, а од тада наступају под именом Мизар - Второ Откровение (Друго Откровење). Ристо Вртев је касније основао групу Архангел, једну од најбољих македонских рок група током деведесетих, која је често називана и рок Мизар, због тога што је, иако без византијских и балканских (македонских) утицаја, имала мрачну атмосферу толико карактеристичну за Мизар. У то време је клавијатуре у Мизару свирао и Горан Трајкоски (вођа некадашње групе Падот на Византија), који је са Чаповским и Таневским сарађивао приликом стварања песама (нпр. „Градот Е Нем“).
Y 1986. године снимају неколико демо снимака и свирају као предгрупа на југословенској турнеји Лајбаха и Дисциплине кичме. Наредне 1987. године освајају публику на фестивалу младих и неафирмисаних бендова у Суботици (по некима најзначајнији фестивал тог типа у ондашњој Југославији) својим потпуно другачијим звуком иако је већина публике била окренуто много тврђем звуку (те године су победили КУД Идијоти, тада још увек мало познат панк састав из Пуле).
Свој први албум назван „Мизар“ објављују 1988. године у саставу: Горан Таневски (певач), Горажд Чаповски (гитара), Борис Георгиев (бубњеви), Сашо Крстевски (бас-гитара) и Катерина Вељановска (клавијатуре), док је албум продуцирао Горан Лисица Фокс. Поред њихових песама на албуму се нашла и обрада македонске народне песме „Зајди, Зајди“ под именом „Златно Сонце“ („Златно Сунце“), а као једна од најбољих песама истиче се „Девојка Од Бронза“, по којој су и постали познати широј публици.
Други албум објављен 1991. године, назван је по насловној нумери „Свјат Дримс“ која је обрада тада чувеног хита Јуритмикса „Лепи Снови“ („Sweet Dreams“). На албуму се поред њихових песама опет нашла једна македонска народна песма „1762“, као и песма „Дом“ коју је написао Ристо Вртев, први певач групе.
Након снимања „Свјат Дримса“ групу напушта певач Горан Таневски на чије место долази певачица Нора, али већ крајем 1991 године, Мизар престаје са радом. Таневски се окреће организацији концерата, Каевски обнавља свој састав Киборг, док Чаповски одлази у Аустралију у којој 1993. године оснива Кисмет, као наставак Мизара, да би се 1999. године вратио у Македонију.

### Треће откровење - Горан Трајкоски
Године 2001. се појављује компилација „Трибјут Ту Мизар“ („Tribute To Mizar“) на коме су се појавиле обраде неких песама Мизара, које у обрадили алтернативни македонски састави (Мајаковски, Синијак...). Две године касније појављује се реиздање прва два албума на компакт-дисковима, који су се на разне начине појавили у свим деловима бивше Југославије. Први диск, под називом „Свједоџба“, садржао је први албум „Мизар“, са неколико демо снимака, живих извођења и необјављених песама.
Група се поново окупља почетком 2003. године, са својим некадашњим клавијатуристом и певачем Анастасије, Гораном Трајкоским у улози певача и једног од стваралаца музике, уз Горажда. Као најаву новог албума избацују нови сингл „Почесна Стрелба“ („Почасна Паљба“) и свирају на новосадском Егзиту и у загребачкој Мочвари на којој су посетиоци уз карту добијали нови сингл „Почесна стрелба“ на плочи. Средином следеће године светлост дана је угледао нови албум албум „Кобна Убавина“. Мизар је током 2005. године направио неколико концерата широм бивше Југославије, а почетком новембра имали су мини турнеју по Србији наступивши у Панчеву, Београду и Крагујевцу.
Током лета 2006. године дошло је до промене у групи и уместо Трајкоског нови-стари певач групе је поново Таневски који се после паузе од 15 година вратио активном бављењу музиком. Група је почетком новембра исте године наступила у Београду са Таневским, а тада је и најављен рад на новом албуму који се појавио крајем 2007. године под називом „Поглед кон цветната градина“ (A View to a Flower Garden)
Своје последње издање „Детето и белото море“, група је објавила 2010. године, у сарадњи са мушким хором Хармосини. Поред Чаповског, поставу Мизара на овом албуму чине Златко Ориђански (некадашњи члан Кисмета и Анастасије) и Пеце Китановски.

## Дискографија
- 1988:
- 1991:
- 1997:
- 2003:
- 2004:
- 2007:
- 2010:
- 2014:
- 2022: Вечна празнина

## Чланови

### Данашња постава
- Горажд Чаповски (гитара)
- Пеце Китановски (бас-гитара)
- Златко Ориђански (бубњеви)
- Јана Бурческа (Вокал)

### Бивши чланови
- Ристо Вртев (певач) 1982-1985
- Горан Таневски (певач) 1985-1991, 2006-2010
- Горан Трајкоски (певач) 2003-2006
- Илија Стојановски (бас-гитара) 1982-1987 1988
- Жарко Серафимовски (бубњеви) 1987-1991
- Влатко Каевски (клавијатуре)